# ميخائيل كول (أستاذ جامعي)
ميخائيل كول (بالإنجليزية: Michael D. Cole)‏ هو عالم نفس أمريكي، ولد في 13 أبريل 1938 في لوس أنجلوس في الولايات المتحدة.

## وصلات خارجية
- مايكل كول على موقع الموسوعة البريطانية (الإنجليزية)